# Cyphon disparatus
Cyphon disparatus es una especie de coleóptero de la familia Scirtidae.

## Distribución geográfica
Habita en la India.